# Rue de la Tour-des-Dames
La rue de la Tour-des-Dames est une voie du 9e arrondissement de Paris. Elle relie la rue Blanche et la  rue Catherine-de-La-Rochefoucauld.

## Situation et accès
Ce site est desservi par la station de métro Trinité - d'Estienne d'Orves.

## Origine du nom
Dès 1494, il est question d'un « moulin aux Dames », supposé être construit en 1320 et situé en cet endroit. Sur le plan de Turgot, une tour est figurée sur cet emplacement : elle était située à l'angle de la rue Catherine-de-La Rochefoucauld indiquée sur le plan de Turgot « ruelle de la Tour des Dames ». Cette tour, qui appartenait aux « dames », les abbesses de Montmartre, existait encore en 1821, et se trouvait alors dans l'hôtel Lestapis,.

## Historique

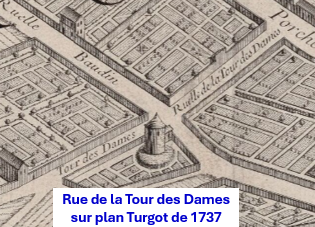
Rue de la Tour des Dames sur plan de Turgot.

Cette rue provient d'une très ancienne ruelle du village des Porcherons conduisant, jadis, de la rue Blanche à un moulin à vent appartenant à l'abbaye des Dames de Montmartre et est tracée sur le plan de Jean de La Caille de 1714.
Vers 1760, elle est appelée « ruelle Baudin » puis « rue Baudin » et figure sur le plan de Deharme de 1763 avant d'apparaitre sous le nom de « rue de la Tour-des-Dames » sur le plan de Verniquet de 1789. La partie de la ruelle Baudin dans le prolongement vers l'est de l'actuelle rue de la Tour-de-Dames a disparu. La ruelle de la Tour des Dames figurant sur le plan de Turgot est l'actuelle rue de La Rochefoucauld. 
Cette rue fut sous la Restauration et la Monarchie de Juillet au cœur du nouveau quartier de la Nouvelle Athènes.

## Bâtiments remarquables et lieux de mémoire
Plusieurs célèbres comédiens ont habité dans la rue.
- No 1 : hôtel de Mademoiselle Mars, construit en 1820 par Louis Visconti (Ludovico Tullio Giocchino Visconti) pour le maréchal de Gouvion-Saint-Cyr. En 1824, l'hôtel est racheté par la célèbre comédienne Mademoiselle Mars, amie de Talma, qui habitait dans la même rue.
- No 2 : hôtel de Lestapis construit en 1819 à l'origine pour le prince de Wurtemberg, l'architecte Biet l'acheva pour le pair de France Claude Bailliot. La famille de Lestapis en fut propriétaire de 1838 à 1870.
- No 3 : hôtel de Mademoiselle Duchesnois construit en 1820 par Auguste Constantin pour le spéculateur Jean-Joseph-Pierre-Augustin Lapeyrière sur des dépendances de son hôtel de Valentinois. En 1822, Augustin Lapeyrière revend l'hôtel à Catherine-Joséphine Duchesnois, tragédienne de la compagnie de Talma. Cette actrice rivale de Mademoiselle George cacha pendant et après les Cent-Jours des victimes désignées tour à tour, aux vengeances de l'un et de l'autre parti.
- No 4 : le moulin en forme de tour, qui a donné le nom de la rue, était situé à hauteur du no 4. Aujourd'hui s'y trouve l'hôtel construit en 1822 pour Henry Maris Antoine François de Paule de  Clouet qui le revend en 1826 au comte Étienne de Cambacérès, neveu de l'archichancelier de l'Empire. L'hôtel est acquis en 1838 par Jules Talabot, frère de Paulin Talabot, d'une famille d'industriels et de promoteur d'entreprises ferroviaires.
- No 5 : hôtel du peintre Horace Vernet construit en 1822 par l'architecte Louis Pierre Haudebourt, époux de la peintre Hortense Haudebourt-Lescot.
- No 7 : hôtel construit par l'architecte Auguste Constantin. Le peintre Paul Delaroche, gendre d'Horace Vernet, y habita (comme inscrit sur le cadastre municipal de 1850 environ[4].
- No 9 : hôtel particulier du grand comédien Talma (où il est mort), construit en 1820 par Paul Lelong[2]. Il en confia la décoration au peintre Eugène Delacroix en 1821 avec ordre de s'inspirer des fresques d'Herculanum. Une plaque commémorative lui rend hommage.
- No 11 : le médecin Jean Charcot y résida.
- No 13 : adresse, durant l'enfance et l'adolescence, chez sa tante, d'un certain Jean-Philippe Smet, alors qu'il commence sa carrière artistique de chanteur avec des membres de son entourage familial, Les Hallidays. Il deviendra célèbre sous son nom de scène : Johnny Hallyday[5],[6]. Une plaque commémorative lui rend hommage.
- Nos 14-18 : emplacement de 1830 à 1873 de la poste aux chevaux. Elle est remplacée, en 1927, par une sous-station électrique. Depuis 2014, le Centre d’animation Nouvelle Athènes - Jacques-Bravo occupe les locaux[7],[8].
- Nos 20 : dans cet immeuble habitait avec sa mère l'acteur Lino Ventura

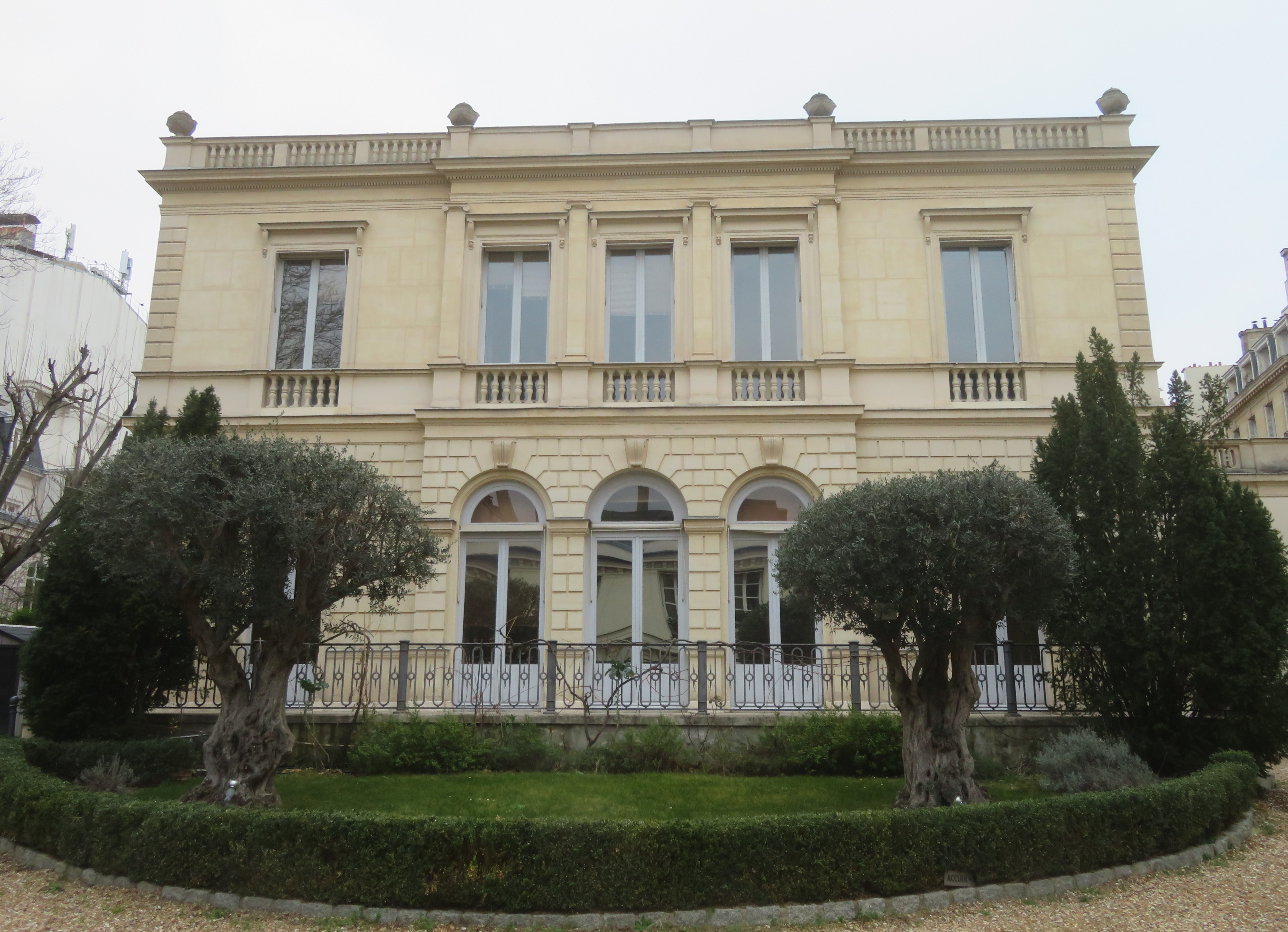
No 2.
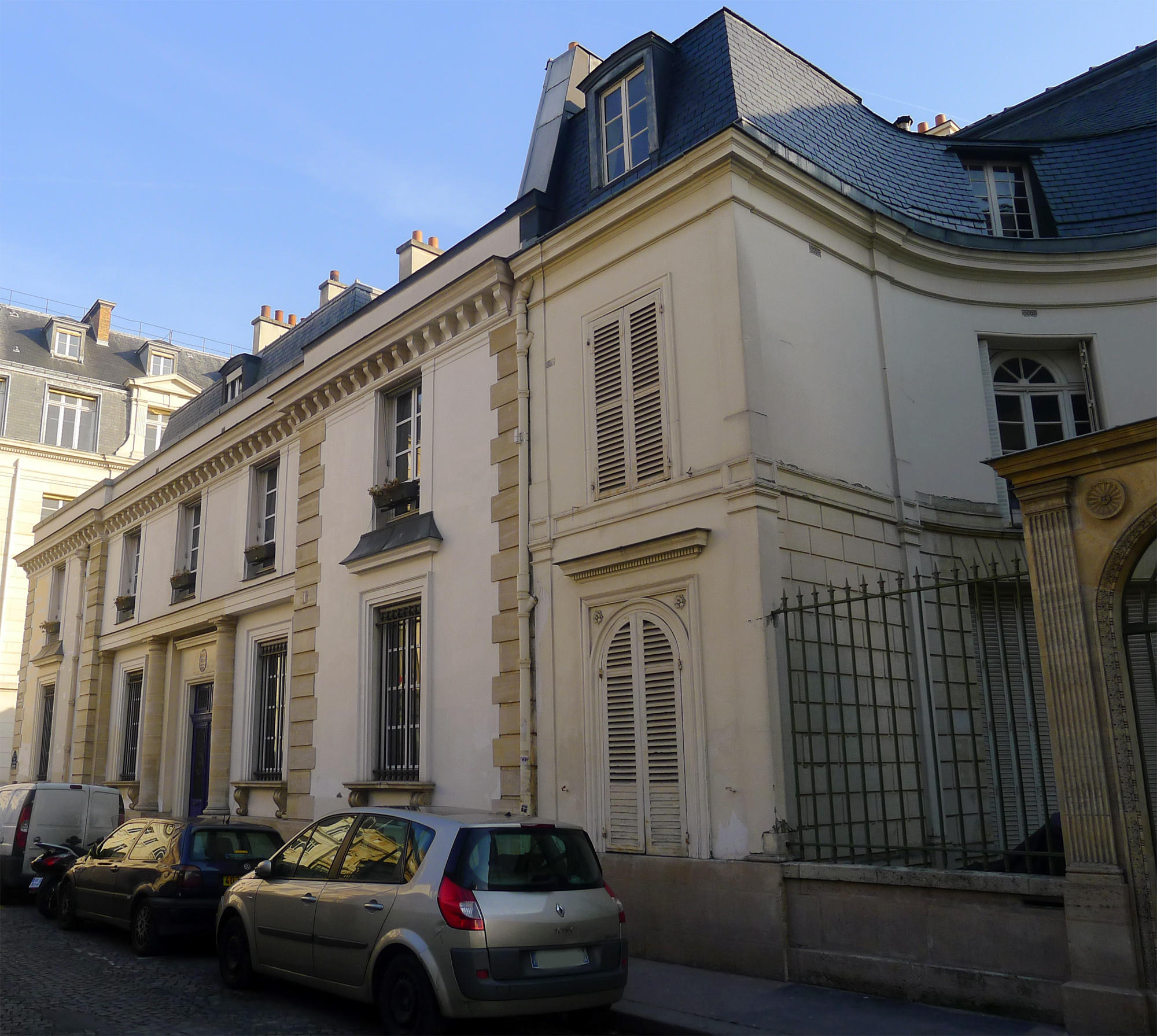
Nos 1 et 3.
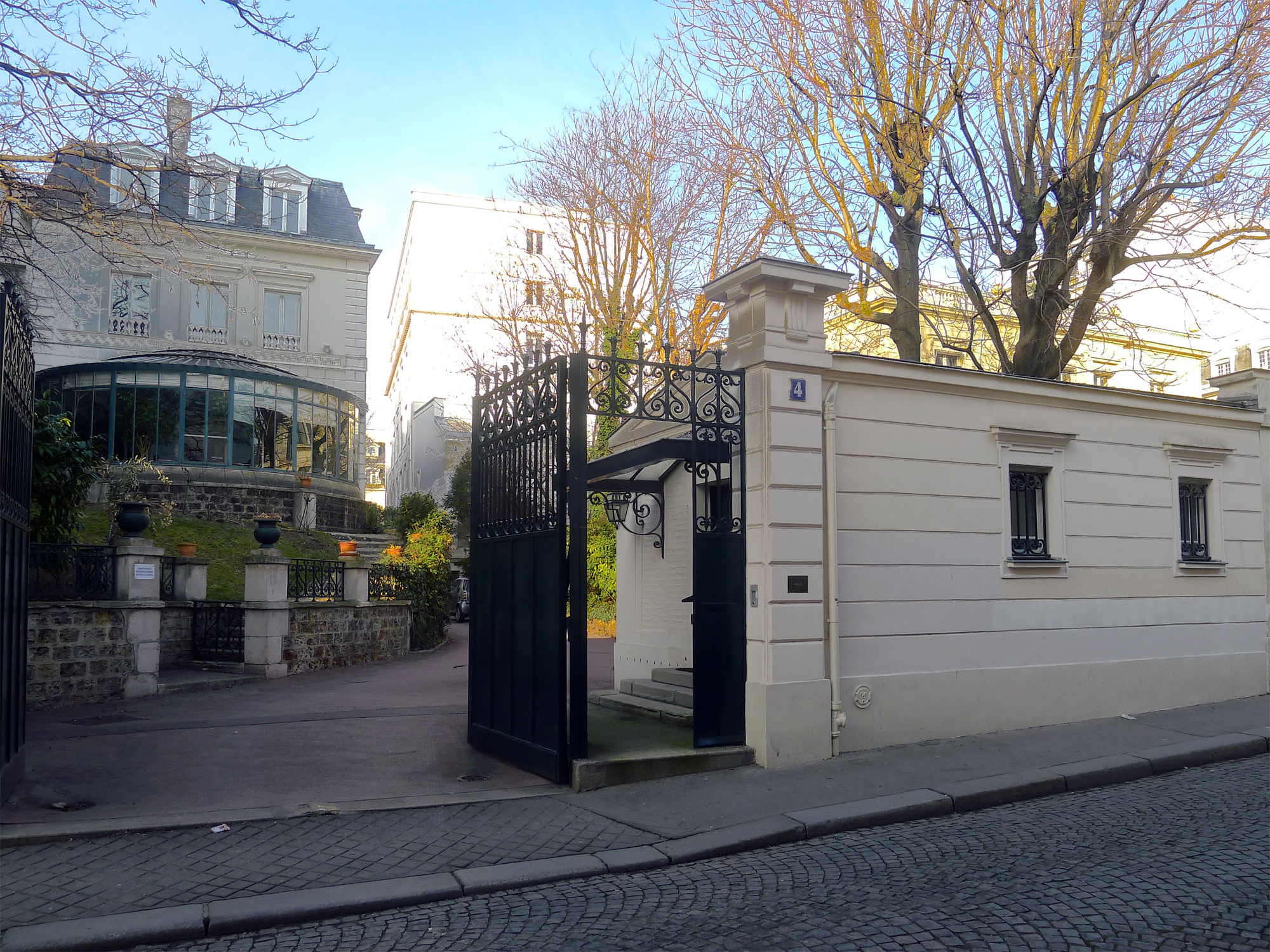
No 4.
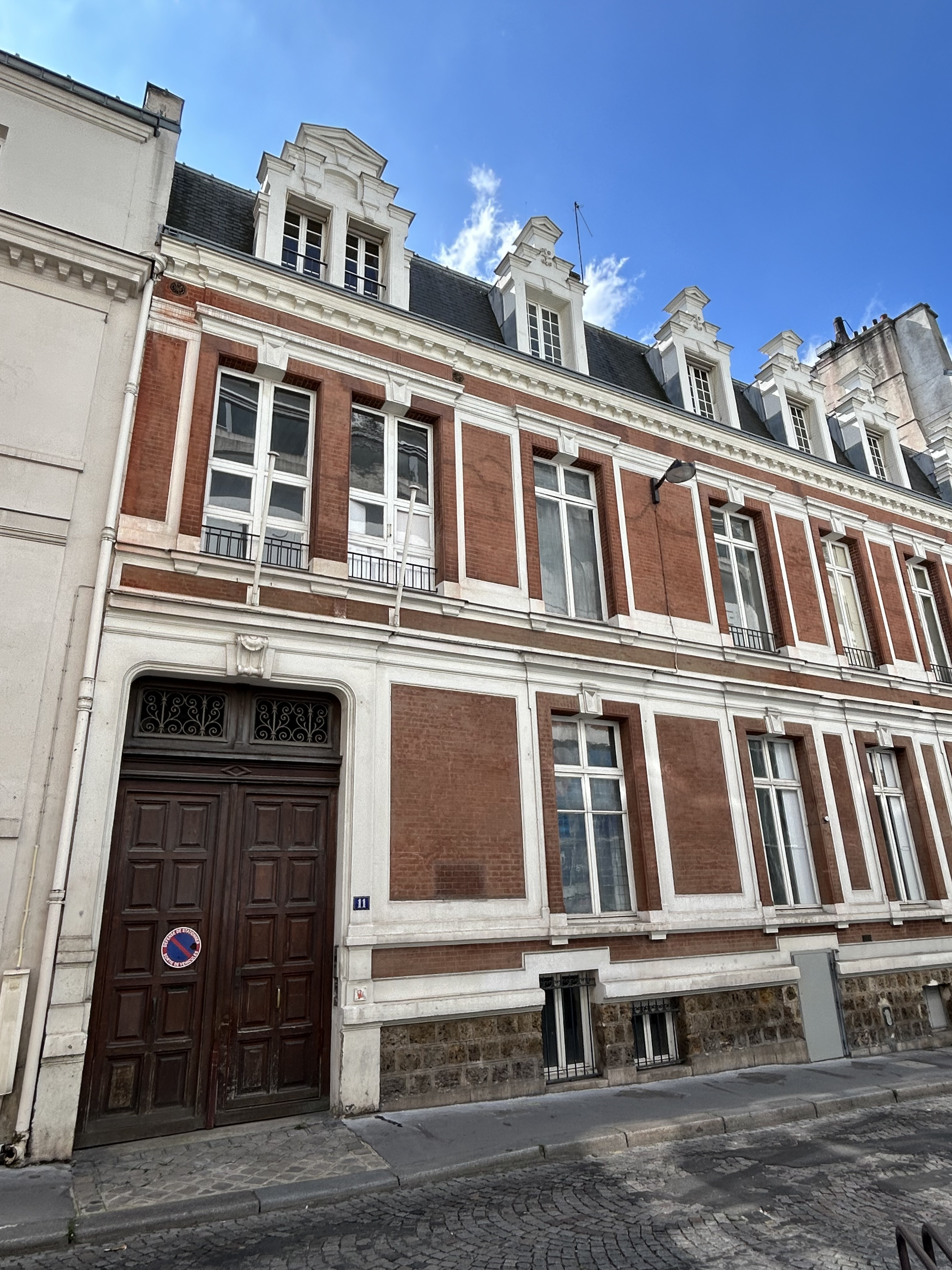
No 11.
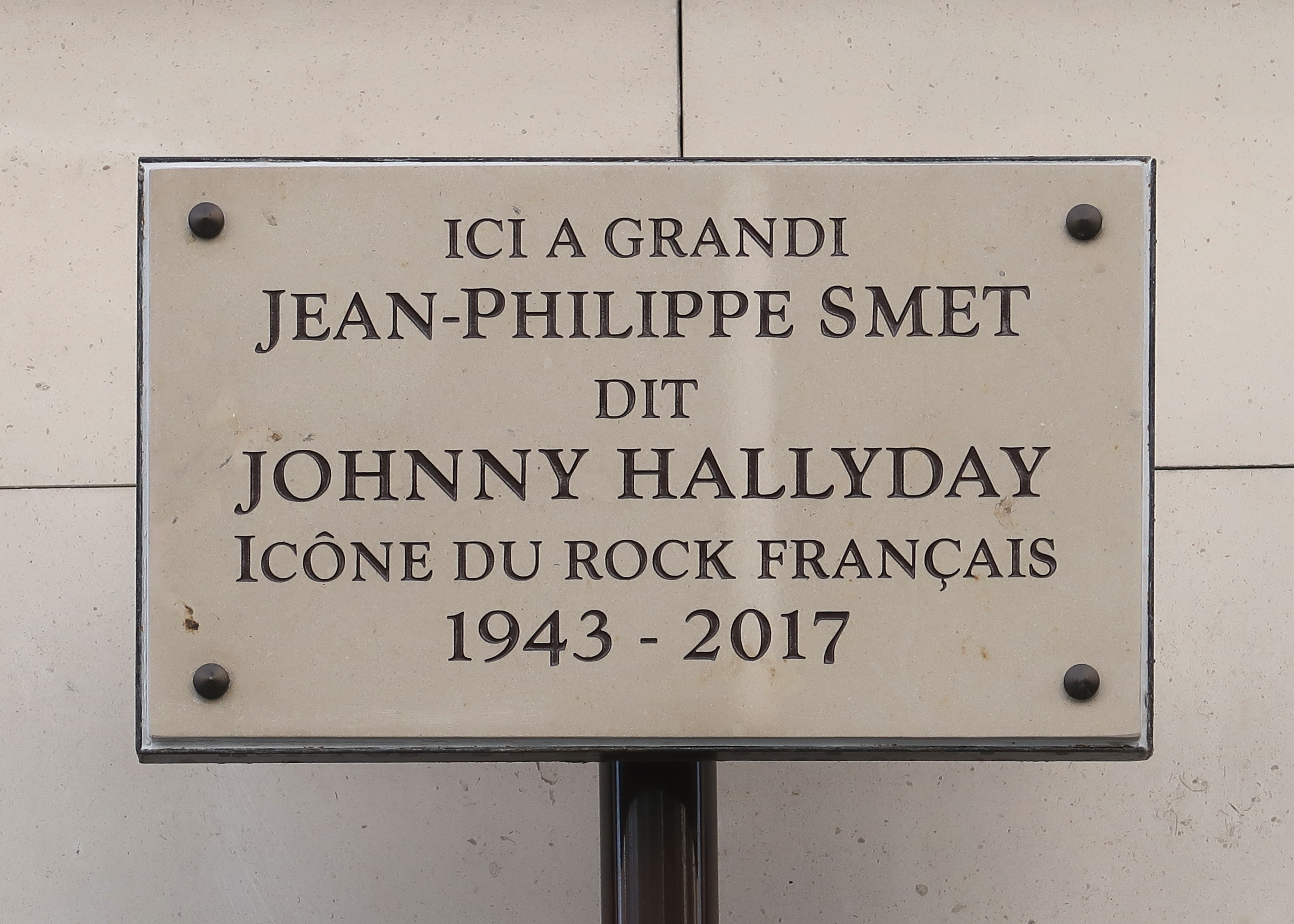
Plaque au no 13.
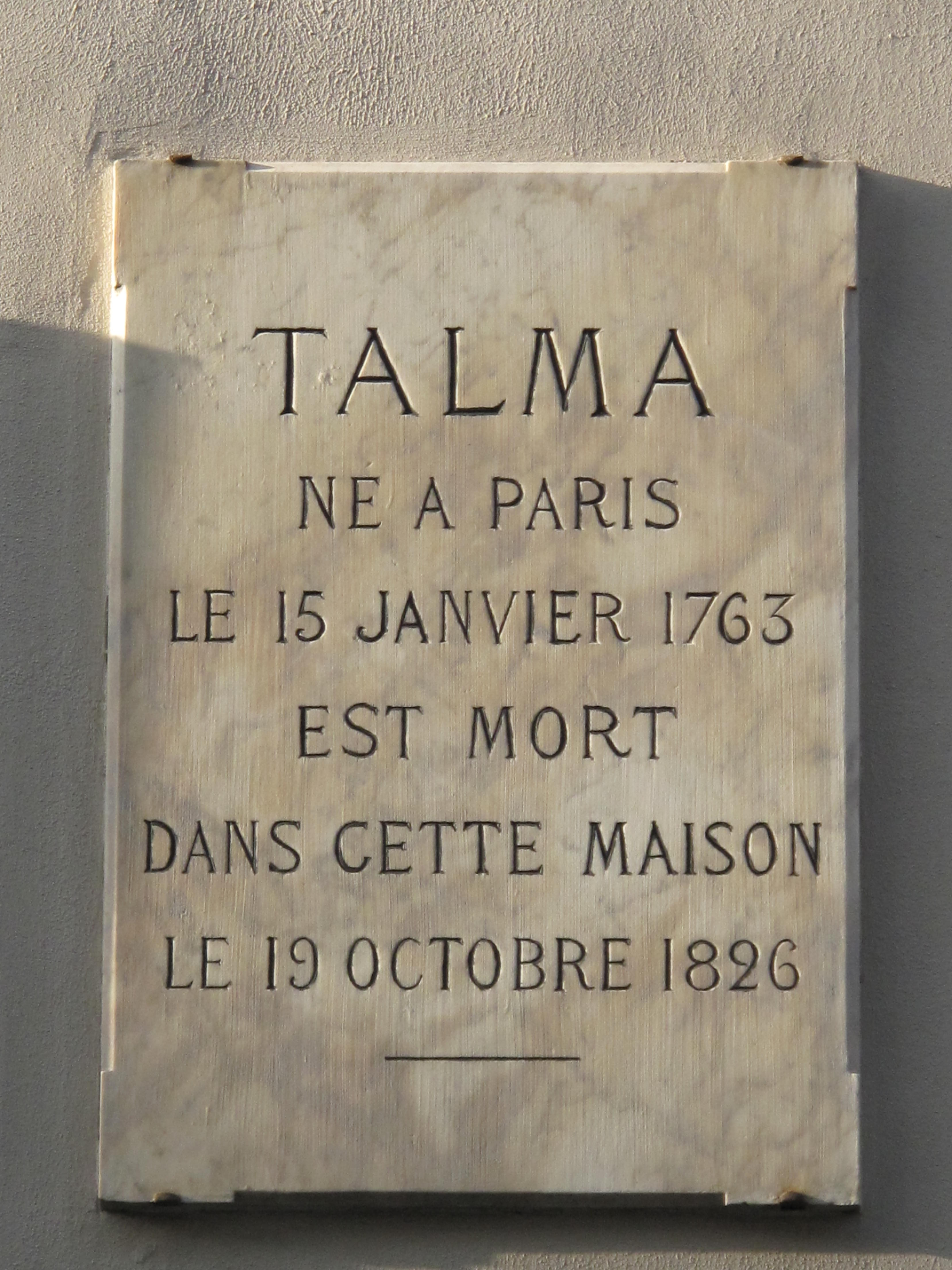
Plaque au no 9 bis.